# Kelly Wells
Pour les articles homonymes, voir Wells.
Kelly Wells, née le 10 mai 1984 à Fulton dans l'Illinois, est une actrice pornographique américaine.

## Biographie
En 2002 après ses études elle part à Las Vegas avec une amie. En 2004 elle commence une carrière de stripteaseuse au Palomino Club (Las Vegas). Elle est mise en contact avec l'agence de mannequin pour Adulte Skin City Models.
Kelly fait ses premières scènes hard, c'est une fille sans limite (DPA Double Pénétration Anale, DPV Double Pénétration Vaginale...), elle est surnommée Kelly Fuckin' Wells.
Elle est représentée par l'agent Dick Nasty, AMA Talent Agency, Spiegler Girls, Lighthouse Talent Agency...
En octobre 2006, elle est nommée DanniGirl du mois sur Danni.com.
Elle réalise des scènes impressionnantes sur le point de vue pornographique, presque automatiquement des anales, avec le plus souvent 2 hommes. Son talent d'actrice est aussi sans limite.

## Récompenses
nominations
- 2005 : CAVR Award – Starlet of Year
- 2006 : AVN Award – Best New Starlet
- 2006 : AVN Award – Best Group Sex Scene, Video – Orgy World 9
- 2006 : XRCO Award – Super Slut
- 2006 : XRCO Award – Orgasmic Analist
- 2006 : FAME Award finaliste – Dirtiest Girl in Porn
- 2006 : FAME Award – Rookie Starlet of the Year
- 2006 : FAME Award – Favorite Oral Starlet
- 2006 : FAME Award – Favorite Anal Starlet
- 2007 : AVN Award – Best Three-Way Sex Scene – Mason’s Sluts
- 2007 : AVN Award – Best Anal Sex Scene, Video – Lick Her Ass Off My Dick
- 2007 : XRCO Award – Orgasmic Analist
- 2007 : FAME Award – Dirtiest Girl in Porn
- 2007 : FAME Award – Favorite Oral Starlet
- 2008 : AVN Award – Best Anal Sex Scene, Video – Cuckold
- 2008 : AVN Award – Best Group Sex Scene, Video – Naomi's Fuck Me
- 2008 : FAME Award – Dirtiest Girl in Porn
- 2008 : FAME Award – Favorite Anal Starlet
- 2009 : AVN Award – Unsung Starlet of the Year
- 2009 : AVN Award – Best All-Girl Couples Sex Scene – Gape Lovers 2
- 2009 : FAME Award – Dirtiest Girl in Porn
- 2009 : FAME Award – Most Underrated Star
- 2009 : FAME Award – Favorite Anal Starlet
- 2010 : FAME Award – Dirtiest Girl in Porn
- 2010 : FAME Award – Most Underrated Star
- 2010 : FAME Award – Favorite Anal Starlet